# Arve Opsahl
Arve Opsahl, né le 14 mai 1921 à Oslo où il est mort le 29 avril 2007, était un acteur, chanteur et comique norvégien.
Il est surtout connu pour son rôle de « Egon Olsen » dans Trois Corniauds en vadrouille et les films suivants de La Bande à Olsen (Olsenbanden) dans sa déclinaison norvégienne, qui racontent les aventures de trois escrocs, Egon Olsen, Benny (Sverre Holm) et Kjell (Carsten Byhing).